# مایکل مارتین (فیلسوف)
مایکل مارتین (به انگلیسی: Michael L. Martin) (متولد ۳ فوریه ۱۹۳۲–۲۷ می ۲۰۱۵) فیلسوف آمریکایی و استاد بازنشسته دانشگاه بوستون است. او دکترای خود را در سال ۱۹۶۲ از دانشگاه هاروارد کسب کرد. گرایش تخصصی مارتین فلسفه دین بوده اگر چه او همچنین در فلسفه علم، قانون، و علوم اجتماعی نیز کار کرده‌است. مارتین خداناباور بوده و در دفاع از خداناباوری کتاب‌هایی نوشته‌است.